# Rue Basse-du-Rempart
Ne doit pas être confondu avec Rue du Rempart (Paris).
La rue Basse-du-Rempart est une rue aujourd'hui disparue du 9e arrondissement de Paris.

## Odonymie
La rue tient son nom de ce qu'elle longeait le tracé de l'enceinte de Louis XIII, en contrebas.

## Situation

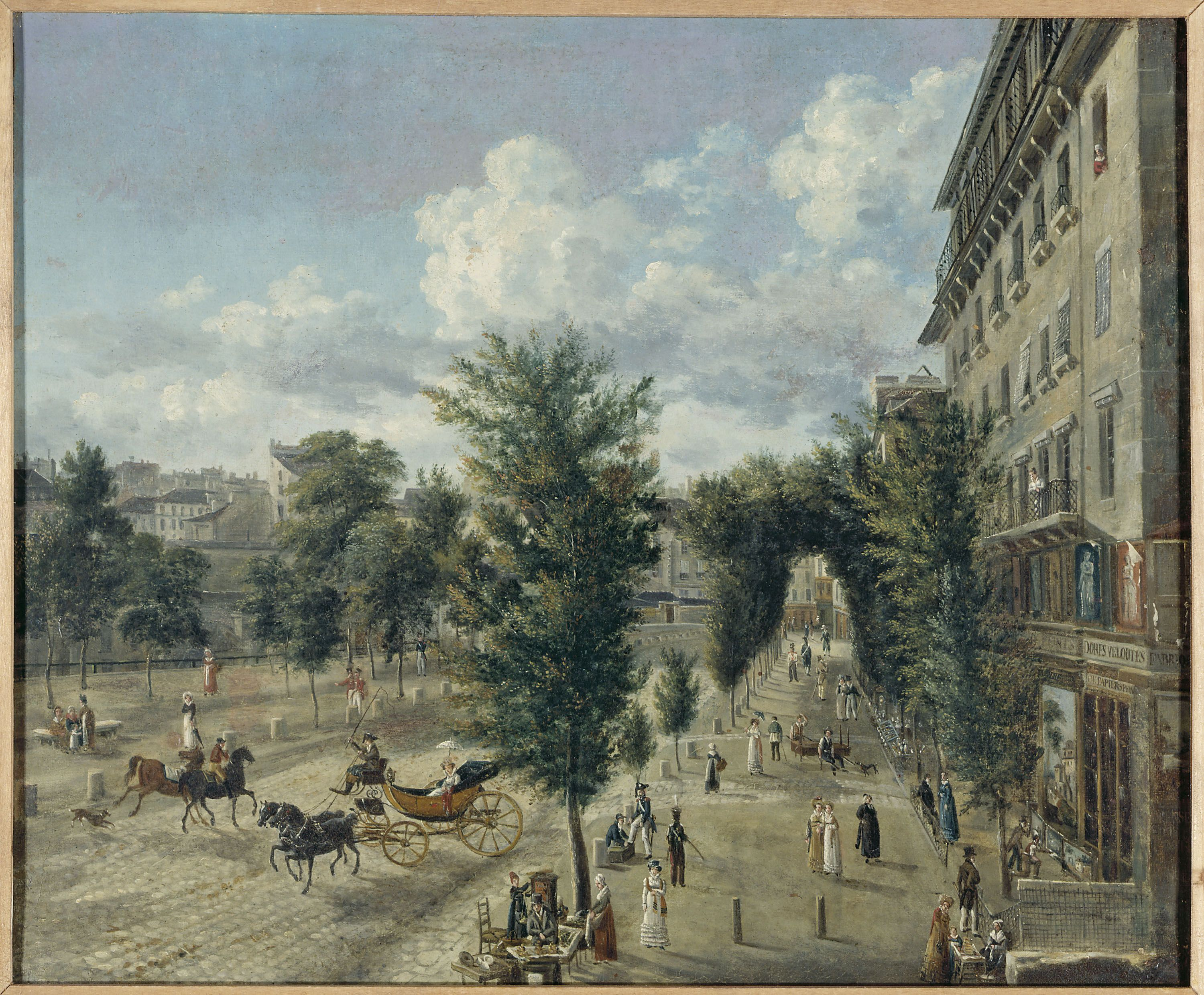
Tableau d'Alexandre Pau de Saint-Martin.

La rue était située en bordure nord, « côté campagne » des boulevards de la Madeleine et des Capucines.

## Histoire
La rue fait partie des rues basses tracées en contrebas des boulevards ouverts après 1670 lors de la démolition de l'enceinte de Louis XIII à  l'emplacement des anciennes fortifications : rue Basse de la porte Saint-Denis au nord du boulevard de Bonne-Nouvelle supprimée en 1836 par comblement du fossé et concession des terrains aux propriétaires riverains, rue Neuve d'Orléans au nord du boulevard Saint-Denis également supprimée en 1836 dans les mêmes conditions, rue des Fossés-Saint-Martin, actuelle rue René-Boulanger au nord du boulevard Saint-Martin, rue Amelot à l'est des boulevards du Temple, des Filles-du-Calvaire et Saint-Antoine (actuel boulevard Beaumarchais). Ces rues étaient séparées du boulevard par un muret ou par un talus.
À l'origine, il était interdit de construire au bord de ces rues à moins de 60 mètres côté faubourg. Cette prescription fut inégalement respectée avec de nombreuses dérogations et le recul imposé par la Ville fut limité à 9 mètres dès la deuxième moitié du XVIIIe siècle.
La rue fut supprimée en 1858 lors de l'aménagement du quartier de l'Opéra. Son emplacement est visible boulevard de la Madeleine par l'élargissement du trottoir entre la rue de Sèze et la place de la Madeleine, qui comporte une double rangée d'arbres,.

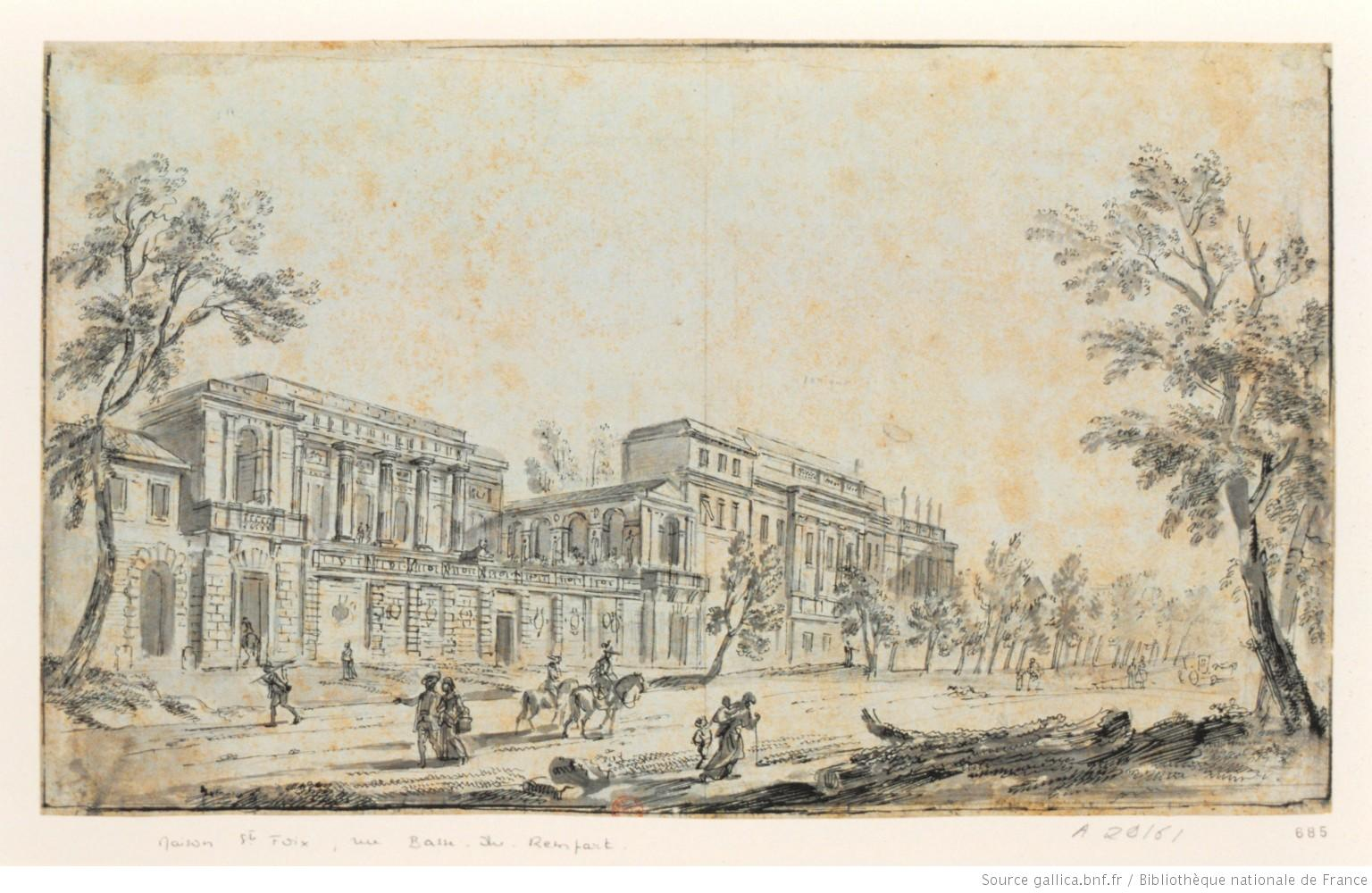
L'hôtel Radix de Sainte-Foix.

- Thierry Hermès y ouvrit sa première manufacture près de l'église de la Madeleine en 1837.
- No 8 : emplacement de l'hôtel Radix de Sainte-Foix (autrefois hôtel Bouret de Vézelay), construit par Alexandre-Théodore Brongniart en 1777, orné de sculptures de Clodion[3].
- No 13 : là se trouvait l'atelier du peintre et graveur Mérigot[4].
- N° 14 : là existait la "Maison René Bouillon" (sellier puis carrossier) entre 1847 et 1853. L'établissement déménage ensuite 6 avenue Kleber puis avenue Montaigne à Paris.
- No 24 : à cette adresse vécut le photographe américain Warren T. Thompson de 1851 à 1853[5].
- N° 32 : emplacement de l'immeuble dans lequel a vécu Juliette Récamier.
- N°62 : siège de l'éditeur L.-R. Delay, successeur de J.-J. Risler.
- N°72 : à cette adresse se trouvait la fabrique d'orfèvrerie Odiot[6].

## Littérature
Barbey d'Aurevilly, dans Les Diaboliques, La vengeance d’une femme, fait cette description : 

« Vers la fin du règne de Louis-Philippe, […] la rue Basse-du-Rempart qui dans ce temps-là, méritait bien son nom de rue Basse car elle était moins élevée que le sol du boulevard et formait une excavation toujours mal éclairée et noire dans laquelle on descendait du boulevard par deux escaliers qui se tournaient le dos, si on peut dire cela de deux escaliers. Cette excavation, qui n’existe plus et qui se prolongeait de la rue de la Chaussée-d'Antin à la rue Caumartin, devant laquelle le terrain reprenait son niveau ; cette espèce de ravin sombre, où l’on se risquait à peine le jour, était fort mal hanté quand venait la nuit. Le Diable est le Prince des Ténèbres. Il avait là une de ses principautés. Au centre, à peu près, de cette excavation, bordée d’un côté par le boulevard formant terrasse, et, de l’autre, par de grandes maisons silencieuses à portes cochères et quelques magasins de bric-à-brac, il y avait un passage étroit et non couvert où le vent, pour peu qu’il fît du vent, jouait comme dans une flûte et qui conduisait, le long d’un mur et des maisons et construction, jusqu’à la rue Neuve-des-Mathurins […]. »